# Şəfiqə Əfəndizadə

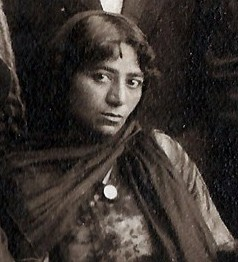
Şəfiqə Əfəndizadə

Şəfiqə Əfəndizadə (aserbaidschanisch Şəfiqə Məmmədəmin qızı Əfəndizadə oder Əsma Sultan Şeyxzadə; * 19. März 1883 in Azquri, Gouvernement Tiflis, Russisches Kaiserreich; † 29. Juni 1959 in Baku, AsSSR) war eine der ersten aserbaidschanischen Pädagoginnen, Schriftstellerinnen und Publizistinnen.

## Leben
Şəfiqə Əfəndizadə wurde am 19. März 1882 im Dorf Azquri in der Region Achalziche in der Familie des bekannten Pädagogen Məmmədəmin Şeyxzadə geboren. Məmmədəmin Şeyxzadə beschäftigte sich mit östlicher und europäischer Literatur. Zu dieser Zeit erhielt er regelmäßig Publikationen wie Kəşkül, Tərcüman, Kaspi, die in Tiflis, Baku und auf der Krim erschienen, und informierte seine Familie über Ereignisse und Neuerungen im Kaukasus und in der Welt. Dadurch begann sich Şəfiqə für die Presse zu interessieren. Sie schrieb kurze Artikel und Geschichten und las sie ihrem Vater vor. Əfəndizadə erhielt ihre erste Ausbildung zu Hause von ihrem Vater und lernte neben ihrer Muttersprache auch Arabisch, Persisch und Russisch. Nach dem bolschewistisch-daschnakischen Massenmord an der türkisch-muslimischen Bevölkerung im März 1918 floh sie aus Baku und lebte in Quba, Azquri und Istanbul. Im April 1919, nach dem Sieg der Demokratischen Republik Aserbaidschan, kehrte Əfəndizadə nach Baku zurück und nahm ihre pädagogische Arbeit wieder auf.
Şəfiqə Əfəndizadə starb im Jahr 1959 in Baku.
Die Mittelschule Nr. 13 im Stadtteil Yasamal in Baku ist nach Şəfiqə Əfəndizadə benannt.

## Karriere
Im Alter von 14 Jahren unterrichtete Şəfiqə Əfəndizadə in einer speziellen Mädchengruppe in der Darrussia-Schule, wo ihr Vater in Şəki arbeitete.
Im Jahr 1901 schrieb Nəriman Nərimanov einen Brief an Məmmədəmin Şeyxzadə und bat ihn, seine Tochter in die von Hacı Zeynəlabdin Tağıyev eröffnete Schule zu schicken, um dort zu unterrichten. Şəfiqə hatte keine öffentliche Schule besucht und somit kein Recht zu unterrichten. Sie legte eine Prüfung bei der Geistlichen Verwaltung der kaukasischen Muslime und am Alexander-III.-Männergymnasium in Baku ab und erhielt ein Zertifikat als Lehrerin für türkische Sprache und Scharia in der Grundschule. Im Jahr 1901 erhielt sie ein Lehrdiplom von der Transkaukasischen Geistlichen Verwaltung in Tiflis, Georgien, und im selben Jahr begann sie in ihrer Muttersprache an der neu gegründeten Russischen Muslimischen Mädchenschule in Baku zu unterrichten.
Im Jahr 1901 gründete Əfəndizadə mit ihrer befreundeten Lehrerin Səkinə Axundzadə einen Theaterclub. Əfəndizadə, die die europäische Kultur kennenlernte, versuchte, die Werke der Weltklassiker zu studieren und die aserbaidschanische Sprache und Literatur zu lehren. Sie beschäftigte sich nicht nur mit der Theaterkultur und der Schauspielkunst, sondern machte die Mädchen auch mit den Presseberichten und gesellschaftlichen Prozessen der Zeit vertraut. Əfəndizadə arbeitete bis im Jahr 1910 in der Kaiserin Alexandra Russisch-Muslimische Internatsschule für Mädchen und setzte sich für eine höhere Bildung für junge muslimische Mädchen ein.
Im Jahr 1906 nahm Əfəndizadə am ersten Kongress der aserbaidschanischen Lehrer teil. In den Jahren 1910 bis 1920 unterrichtete sie als Lehrerin an der russisch-tatarischen (aserbaidschanischen) Frauenschule. Ab dem Jahr 1915 unterrichtete Əfəndizadə auch Fortbildungskurse an der Frauenbildungsschule. Sie wurde im Jahr 1917 zur Delegierten für den Kongress der muslimischen Lehrerinnen des Südkaukasus in Kasan gewählt. In ihrer Rede auf dem Kongress sprach sie über die Rechte der Frauen im Osten und forderte die Eröffnung neuer Schulen und Theater.
Nach der Gründung der Demokratischen Republik Aserbaidschan kehrte sie im April 1919 nach Baku zurück, wurde wieder in die pädagogische Arbeit aufgenommen und trat im Februar im Jahr 1920 zurück. Əfəndizadə beteiligte sich im Jahr 1920 aktiv an der Organisation des Əli Bayramov-Frauenclubs und unterrichtete an den dort eingerichteten Analphabeten-Kursen. In der Zeit nach 1920 nahm sie wiederholt an Frauenkonferenzen und Kongressen im Kaukasus und in Moskau teil. In den Jahren 1920 bis 1926 unterrichtete sie an der Darülmüəllimat (einer pädagogischen Schule für Lehrerinnen). Əfəndizadə arbeitete im Jahr 1923 mit der Zeitschrift Şərq qadını (Ost-Frauen) zusammen und wurde in kurzer Zeit in den Redaktionsrat gewählt, fungierte als leitende Redakteurin der Zeitschrift und leitete die Belletristik-Rubrik.
Əfəndizadə wurde im Jahr 1923 zum Mitglied des Zentralen Exekutivkomitees von Aserbaidschan gewählt.
Als Publizistin schrieb Əfəndizadə ihren ersten Artikel im Jahr 1903 in der Zeitung Şərqi-Rus (Ost-Russland). Später arbeitete sie mit den Zeitschriften Dirilik, Dəbistan, Məktəb (Schule), Füqara füyüzatı, und der Zeitung Açıq söz zusammen, veröffentlichte Artikel zu pädagogischen Themen und Kindergeschichten. Sie war auch als Schriftstellerin tätig und veröffentlichte ihre Werke in verschiedenen Verlagshäusern. Im Jahr 1914 wurde ihre Kurzgeschichte Iki yetim (Zwei Waisen) oder Kərimin himməti (Karims Großzügigkeit) als eigenes Buch in der Druckerei Kaspiy veröffentlicht. Im Jahr 1916 veröffentlichte sie die erste Literaturkritik zu Cəlil Məmmədquluzadəs Stück Ölülər (Die Toten) in der Zeitung Açıq söz.